# 王寺駅
王寺駅（おうじえき）は、奈良県北葛城郡王寺町久度にある、西日本旅客鉄道（JR西日本）・近畿日本鉄道（近鉄）の駅である。
本項では、近鉄田原本線の新王寺駅（しんおうじえき）についても記述する。

## 概要

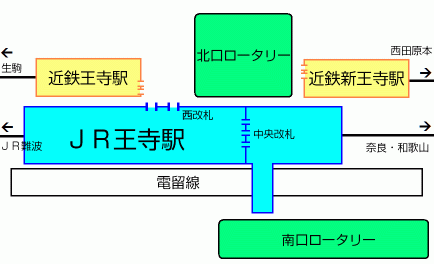
王寺駅・新王寺駅の位置関係

奈良県の西部に位置し、以下に挙げる2社4線が乗り入れている奈良県有数のターミナル駅である。駅周辺には商業施設や教育機関なども多数ある。
JR西日本の王寺駅に乗り入れている路線は、当駅の所属線である関西本線と、当駅を起点とする和歌山線の2路線である。和歌山線の列車には高田駅から桜井線（万葉まほろば線）に直通するものも存在する。アーバンネットワーク内にあり、関西本線は「大和路線」の路線愛称設定区間に含まれている。関西本線（大和路線）の駅番号はJR-Q31。
近畿日本鉄道は、王寺駅に生駒線が、隣接する新王寺駅に田原本線が乗り入れている。両路線とも当駅が起終点となっている。生駒線王寺駅の駅番号はG28、田原本線新王寺駅の駅番号はI43。

## JR西日本

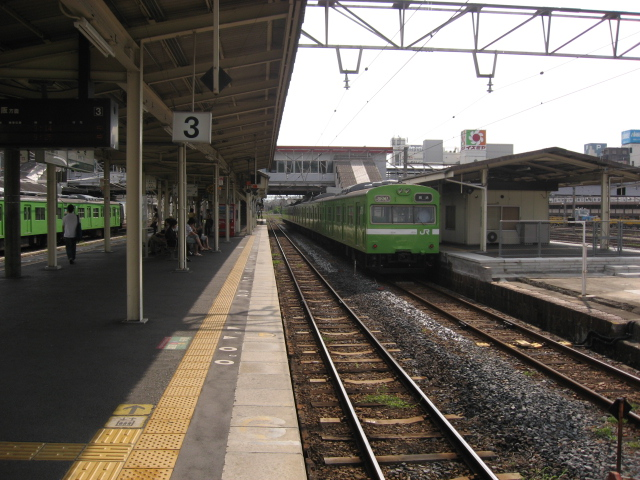
ホーム（2007年9月）

### 歴史
- 1890年（明治23年）12月27日：大阪鉄道 (初代)の奈良駅 - 当駅間開業に伴い、一般駅として設置[3][1]。当時は奈良方面からの終点であった[3]。
- 1891年（明治24年）
  - 2月8日：大阪鉄道が当駅から稲葉山仮停車場（現在の三郷駅 - 河内堅上駅間に存在）まで延伸[5]。途中駅となる。
  - 3月1日：大阪鉄道が当駅から高田駅まで延伸[3][6]。
- 1892年（明治25年）2月2日：大阪鉄道の稲葉山仮停車場 - 亀瀬仮停車場間の開業[注釈 1]により、奈良駅 - 湊町駅（現・JR難波駅）間の路線が直結する[5]。
- 1900年（明治33年）6月6日：大阪鉄道の路線を関西鉄道が承継[3]。同社の駅となる[3]。
- 1907年（明治40年）10月1日：関西鉄道が国有化[3][1]。官営鉄道の駅となる[3][1]。
- 1909年（明治42年）10月12日：線路名称制定により、奈良方面および湊町方面が関西本線、高田方面が和歌山線となる[7]。
- 1920年（大正9年）10月：駅舎改築[8]。橋上駅舎化まで使用。[9]
- 1945年（昭和20年）7月24日：王寺駅を狙った空襲を受ける[8][注釈 2]。
- 1974年（昭和49年）4月：みどりの窓口の営業を開始[11]。
- 1978年（昭和53年）
  - 1月26日：橋上駅舎に改築[8][12]。それ以前に王寺町により建設されていた駅南北をむすぶ歩道橋（久度大橋）に直結される。
  - 10月25日：地平の旧駅舎が改装され、日本旅行がミディショップを開店[13]。
- 1982年（昭和57年）8月2日：集中豪雨による大和川の支流葛下川の氾濫により構内電留線が水没し[8]、停留していた101系60両と113系40両が被災、101系は全車が廃車になる[14]。
- 1984年（昭和59年）
  - 2月1日：貨物の営業が廃止され、旅客駅となる[1]。
  - 10月1日：荷物の取り扱いが廃止される[1]。
- 1987年（昭和62年）4月1日：国鉄分割民営化により西日本旅客鉄道（JR西日本）の駅となる[5][1]。
- 1988年（昭和63年）3月13日：路線愛称の制定により、関西本線で「大和路線」の愛称を使用開始。
- 1998年（平成10年）7月25日：自動改札機を設置し、供用開始[15]。
- 2003年（平成15年）11月1日：ICカード「ICOCA」の利用が可能となる[8]。
- 2009年（平成21年）10月4日：大阪環状・大和路線運行管理システム導入。
- 2018年（平成30年）3月17日：駅ナンバリングが導入され、使用を開始。
- 2020年（令和2年）10月：中央改札内トイレがリニューアルされ、使用を開始。
- 2024年（令和6年）3月16日：ダイヤ改正に伴い、新設される特急らくラクやまとの停車駅となる[16]。

### 駅構造
単式ホーム1面1線と島式ホーム2面4線、計3面5線のホームを有する地上駅で、橋上駅舎である。有効長は1 - 3番のりばは8両編成分、4・5番のりばは6両編成分。4・5番のりばホームは西側（JR難波寄り）の陸橋からは行けない。
改札口は東側の橋上部と西側の地平部にあり、西側は近鉄生駒線の改札口に近接している。ホームにはエレベーターが設置されているが、エスカレーターは設置されていない。
構内には電留線が多く設けられ夜間留置が行われるほか、車両基地の吹田総合車両所奈良支所王寺派出所もあるため仕業検査も行われている。また、駅南側には保線基地の大和路線保線区と、和歌山線の畠田駅 - 五条駅間各駅と桜井線のすべての中間駅を管轄する王寺鉄道部が置かれている。
かつては、1番のりばに売店（幕の内ではあるが駅弁も販売、時刻表にも記載されていた）、立ち食いそば、ハンバーガーショップ（ドムドム→マクドナルド。中に仕切りがあり、改札外からも店に入ることができた）などがあったが、駅前広場改良工事に伴い解体された。なお、マクドナルドについては駅前再開発ビルの「りーべる王寺」地下に移転して営業を続けている。同じく1番のりば東端にはコンビニエンスストア（ハートイン）への入口があり簡易的に改札を兼ねていたが、自動改札機設置に伴い廃止された。その後、同ホームには証明写真撮影機と待合室が設置された。
駅長が配置されている直営駅であり、管理駅として関西本線の郡山駅・大和小泉駅・法隆寺駅・三郷駅の4駅を管轄している。アーバンネットワークエリアに属しており、ICOCA利用可能駅でもある（相互利用対象ICカードはICOCAの項を参照）。

#### のりば

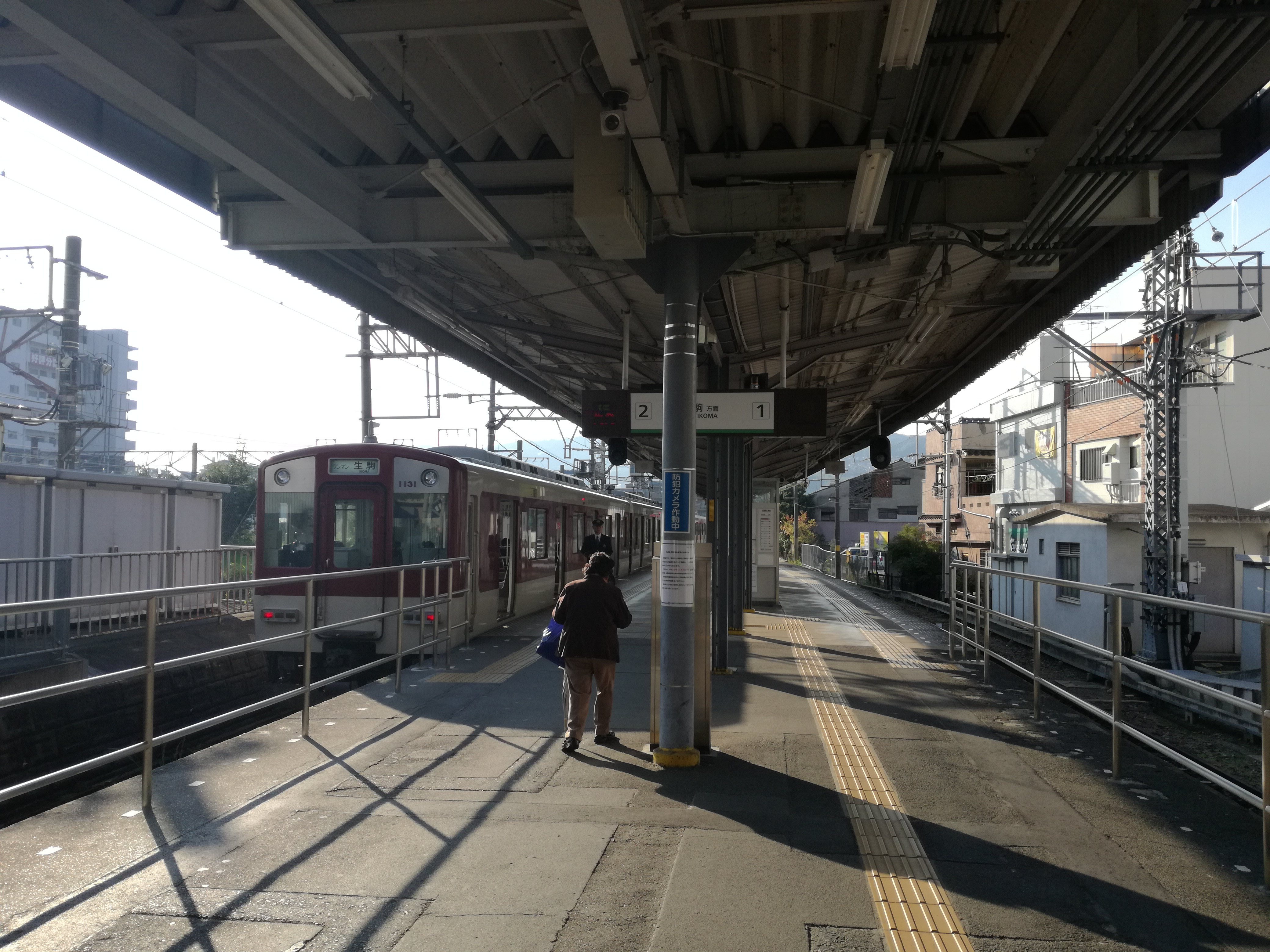
ホーム（2017年11月）

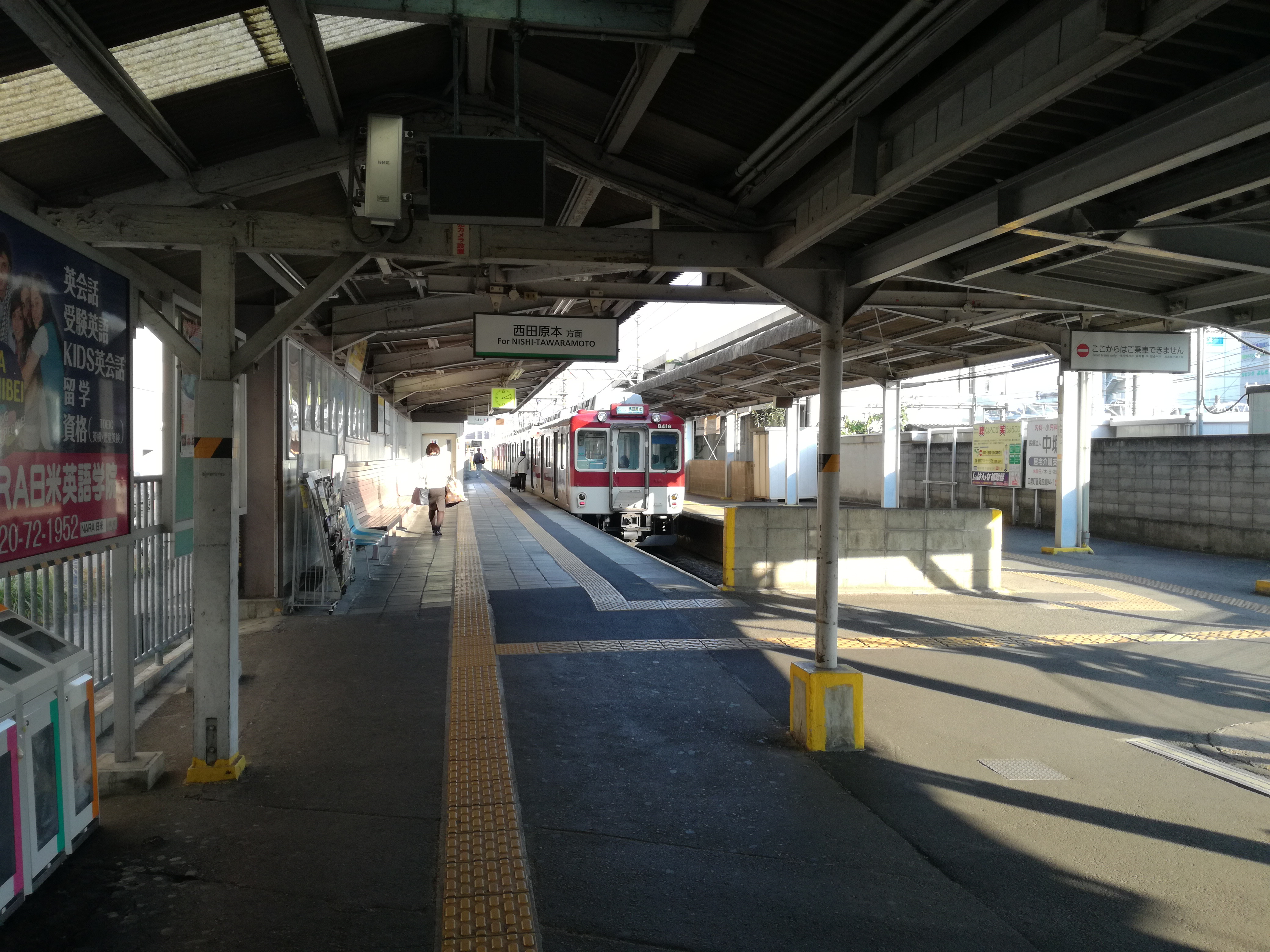
ホーム（2017年11月）

| のりば | 路線     | 方向 | 行先                         | 備考                                 |
| ------ | -------- | ---- | ---------------------------- | ------------------------------------ |
| 1      | 大和路線 | 上り | 奈良・木津・加茂方面         |                                      |
| 1      | 和歌山線 | -    | 高田・五条・和歌山方面       |                                      |
| 2・3   | 大和路線 | 下り | 天王寺・JR難波・大阪方面     | 一部4番のりば                        |
| 4・5   | 和歌山線 | -    | 高田・五条・和歌山・桜井方面 | 万葉まほろば線（桜井線）直通列車あり |

※上記の路線名は旅客案内上の名称（「大和路線」と「万葉まほろば線」は愛称）で表記している。
付記事項
- 基本的には上記のように案内されているが、ラッシュ時や運用上の都合から、大和路線天王寺方面の列車は一部4番のりばから発車する。2012年3月のダイヤ改正以前は、万葉まほろば線の早朝1本だけの電車が3番のりばから出発していた。
- 1番のりばが単式、2・3番のりばと4・5番のりばがそれぞれ島式となっている。1番のりばと2番のりばの間には2本の電留線が設けられている。

### ダイヤ
大和路線はJR難波方面からの普通列車のほとんどが当駅で折り返すため、JR難波駅・奈良駅間を結ぶ普通電車はは朝・夜の一部のみである。これとは別に、当駅発着の奈良方面との普通も設定されている。また、快速列車はいずれの種別も奈良・加茂・高田方面へは当駅から各駅に停車する。このため、2・3番のりばでは終日緩急接続（主に2番のりばに快速、3番のりばに当駅折り返しの普通）が行われる。昼間は普通電車はJR難波駅 - 当駅間、奈良・加茂方面に向かうのは大和路快速のみとなる。
大和路線と和歌山線を直通する快速列車・普通は朝・夜のみの設定で、大和路線から直通する和歌山線の列車は全て1番のりばから発車する。夜の快速列車の一部は奈良方面行きと併結して運転するため、当駅で切り離しを行う。2020年3月14日ダイヤ改正以前は日中の和歌山線の列車はすべて大和路線直通・高田駅発着の快速であったため、4・5番のりばが使用されない時間帯があった。
このほか、2011年3月11日まで、平日のみ運行されていたやまとじライナーの停車駅でもあった。2010年4月から6月までの土休日に運行されていた臨時特急「まほろば」は当駅に停車していたが、2019年冬に再設定された「まほろば」からは通過扱いとなった。
かつて特急「あすか」が当駅に停車していた。

## 近畿日本鉄道
同じ近鉄の駅であり、なおかつ至近距離にありながら、生駒線（王寺駅）と田原本線（新王寺駅）は別々に駅を構えている。これは、生駒線と田原本線が元は別の鉄道会社の路線であり（信貴生駒電気鉄道と大和鉄道）、それぞれが独自に駅を設置したためで、両鉄道が近鉄に合併された後もそのままになっている。両駅間は徒歩連絡で乗り換えが可能で、運賃も両線を乗り継ぐ場合には通しで計算される。

### 歴史
- 1918年（大正7年）4月26日：大和鉄道が新王寺駅 - 田原本駅（現在の西田原本駅）間で開業した際に同鉄道の新王寺駅が設置される[18]。
- 1922年（大正11年）5月16日：信貴生駒電気鉄道が王寺駅 - 山下駅（現在の信貴山下駅）間で開業した際に同鉄道の王寺駅が設置される[18]。
- 1925年（大正14年）11月5日：信貴生駒電気鉄道が信貴生駒電鉄に路線と駅を譲渡[18]。
- 1945年（昭和20年）7月14日：空襲で被害を受ける。
- 1961年（昭和36年）10月1日：大和鉄道が信貴生駒電鉄に合併、新王寺駅は同社の駅となる[18]。
- 1964年（昭和39年）10月1日：信貴生駒電鉄が近鉄に合併、王寺駅が同社の生駒線、新王寺駅が同社の田原本線の駅となる[18]。
- 2006年（平成18年）4月16日：生駒線王寺駅の駅舎改築工事が完了。
- 2007年（平成19年）4月1日：PiTaPa利用可能駅となる[19]。
- 2022年（令和4年）5月17日：王寺駅で生駒線・旧東信貴鋼索線開業100周年記念式典が行われる[20]。

### 生駒線（王寺駅）
頭端式ホーム1面2線を有する地上駅である。ホーム有効長は4両で、駅舎は車止め寄りにある。改札口は1か所のみで、長らく古い木造の駅舎が使用されていたが、2006年（平成18年）に改築された。
PiTaPa・ICOCA対応の自動改札機および自動精算機（回数券カードおよびICカードのチャージに対応）が設置されている（相互利用対象ICカードはPiTaPaの項を参照）。
特急券および定期券は駅窓口にて購入可能となっている。
駅長が置かれ、生駒線の元山上口駅から当駅間と、田原本線の全駅を管理している。

#### のりば
| のりば | 路線     | 行先     |
| ------ | -------- | -------- |
| 1・2   | G 生駒線 | 生駒方面 |

- ホーム（2017年11月）

### 田原本線（新王寺駅）
頭端式ホーム2面1線を持つ地上駅。北側のホームが乗車用、南側のホームが降車用となっている。ホーム有効長は3両分。駅舎は車止め寄りにあり、改札口は1か所のみ。PiTaPa・ICOCA対応の自動改札機および自動精算機（回数券カードおよびICカードのチャージに対応）が設置されている。なお、当駅では特急券および定期券の購入は不可能となっている。

#### のりば
| ホーム | 路線               | 行先               |
| ------ | ------------------ | ------------------ |
| 北側   | I 田原本線         | 西田原本方面       |
| 南側   | （降車専用ホーム） | （降車専用ホーム） |

- ホーム（2017年11月）

## 利用状況

### JR西日本
2023年度のJR西日本の移動等円滑化取組報告書では1日平均乗降人員は42,952人であり、JR西日本の駅の中では、吹田駅に次いで42番目に多い駅となっている。奈良県内のJR駅として、また、私鉄を含めた日本の町村部にある駅としては最多の乗車人員であり、関西本線の大阪側の起点であるJR難波駅よりも多い。さらに、和歌山線の終点である和歌山駅を含めた和歌山線内全ての駅で最も多い。また、奈良県内にあるすべての駅では、近鉄奈良駅、学園前駅、大和西大寺駅に次いで第4位、大和路線の途中駅では、天王寺駅、新今宮駅に次いで、第3位の乗車人員である。
奈良県統計年鑑によると、JR西日本の1日平均乗車人員は以下の通りである。
| 年度   | 1日平均 乗車人員 |
| ------ | ---------------- |
| 1997年 | 32,746           |
| 1998年 | 32,075           |
| 1999年 | 31,127           |
| 2000年 | 30,499           |
| 2001年 | 29,578           |
| 2002年 | 28,441           |
| 2003年 | 27,808           |
| 2004年 | 27,345           |
| 2005年 | 27,003           |
| 2006年 | 26,702           |
| 2007年 | 26,433           |
| 2008年 | 26,207           |
| 2009年 | 25,428           |
| 2010年 | 25,187           |
| 2011年 | 24,980           |
| 2012年 | 24,891           |
| 2013年 | 24,859           |
| 2014年 | 24,217           |
| 2015年 | 24,404           |
| 2016年 | 24,369           |
| 2017年 | 24,366           |
| 2018年 | 24,273           |
| 2019年 | 24,076           |
| 2020年 | 19,405           |
| 2021年 | 19,857           |
| 2022年 | 20,986           |

### 近畿日本鉄道
駅別の特定日における乗降人員の遷移は以下の通り。
| 年度   | 王寺駅 | 新王寺駅 | 調査日         |
| ------ | ------ | -------- | -------------- |
| 2023年 | 8,432  | 6,178    | 2023年11月7日  |
| 2022年 | 8,570  | 6,067    | 2022年11月8日  |
| 2021年 | 8,373  | 5,967    | 2021年11月9日  |
| 2018年 | 9,656  | 7,152    | 2018年11月13日 |
| 2015年 | 10,150 | 7,080    | 2015年11月10日 |
| 2012年 | 10,055 | 7,183    | 2012年11月13日 |
| 2010年 | 10,918 | 8,609    | 2010年11月9日  |
| 2008年 | 11,284 | 8,378    | 2008年11月18日 |
| 2005年 | 11,437 | 8,889    | 2005年11月8日  |

## 駅周辺
当駅は北側を流れる大和川と南側の丘陵地帯に挟まれた狭い平地に立地する。同平地は当駅の他、工場などが密集しており、住宅、駅前には商業施設、金融機関などが立地している一方、商業地の広がりは小さく、大半が住宅地となっている。周辺ニュータウンなどを駅勢圏に含む。2014年7月1日から駅周辺が路上喫煙禁止条例による対象区域に指定。

### 北側
JRの西・北口及び近鉄両駅側。西友を核店舗とし東西2棟で構成される複合ビル「りーべる王寺」が駅前広場を挟んで立地する。銀行や飲食店なども入居している。
- 三室山
- 西和警察署王寺駅前交番
- りーべる王寺
  - 西友 王寺店
  - エディオン 王寺駅前店
  - 王寺町地域交流センター
  - 三菱UFJ銀行大和王寺支店
  - 奈良中央信用金庫 王寺支店
  - 日本郵便 王寺駅前郵便局
  - マクドナルド
- 王寺町中央公民館
- 奈良県西和医療センター

### 南側
JRの南口側。駅前広場周辺にはスーパーマーケットや飲食店、自転車駐車場などがある。
- 奈良交通王寺案内所
- 西日本旅客鉄道王寺鉄道部・大和路線保線区
- ニチアス王寺工場
- 恵王病院
- 王寺町役場
- 王寺町やわらぎ会館
- 奈良県広域消防組合 西和消防署
- 西和警察署王寺交番
- 王寺アリーナ
- 王寺町立図書館
- 日本郵便 王寺郵便局（集配局）
- 奈良県立王寺工業高等学校
- 三井住友銀行
- 京都銀行
- 南都銀行
- 岡安証券
- 王寺北義務教育学校
- きむら(駄菓子屋)
- 東横INN奈良王寺駅南口
- 大和信用金庫 王寺支店

## バス路線
バスロータリーは、駅の北口と南口にあり、停留所名は王寺駅となっている。路線バスは、奈良交通が運行している（奈良交通西大和営業所の項を参照）。高速バスは、奈良交通と京成バスが共同運行しているやまと号が乗り入れる。
西日本JRバスとJRバス関東が共同運行しているドリーム号も乗り入れていたが2020年4月30日をもって乗り入れが終了した。
2009年（平成21年）3月14日のダイヤ改正の際に、南口に3番のりばが新設され、一部系統ののりばが変更された。以下、「系統（もしくは、名称）：行先（経由）」で表記する。（2019年3月16日現在）
かつては近鉄バスの国分駅前行も発着していた。
| のりば | 運行事業者        | 系統・行先 | 備考                                                                                      |
| ------ | ----------------- | --- | ----------------------------------------------------------------------------------------- |
| 南口1  | 奈良交通          | 21・23：明神四丁目                                                                                               | 両系統共に始発から8:30発までの便                                                          |
| 南口1  | 奈良交通 京成バス | やまと号：津田沼駅                                                                                               |                                                                                           |
| 南口2  | 奈良交通          | 2・急行2・5：桜ヶ丘一丁目 3・15：上牧出合 4：西大和循環 6：桜ヶ丘三丁目 13・17：五位堂駅 16：服部記念病院        |                                                                                           |
| 南口3  | 奈良交通          | 10：白鳳台二丁目 12：明神一丁目 21・23：明神四丁目 25：王寺ニュータウン循環内回り 26：王寺ニュータウン循環外回り | 「10」「12」「21」「23」は8:30発から最終までの便                                          |
| 北口   | 奈良交通          | 28・29：三郷駅 42・43：信貴山門 62：法隆寺前 63：国道横田 80：白鳳台二丁目 82：明神一丁目 92：シャープ前         | 「42」は秋季の土日に信貴山のどか村行き臨時バスを運行 「80」「82」は始発から8:30発までの便 |

## 隣の駅
西日本旅客鉄道（JR西日本）
 大和路線（関西本線）
通勤特急「らくラクやまと」停車駅（大阪環状線経由）
■大和路快速・■直通快速・■快速・■区間快速（通勤特急「らくラクやまと」を含むいずれも当駅から奈良駅まで各駅に停車する)
法隆寺駅 (JR-Q32) - 王寺駅 (JR-Q31) - 久宝寺駅 (JR-Q24)
■普通
法隆寺駅 (JR-Q32) - 王寺駅 (JR-Q31) - 三郷駅 (JR-Q30)
 和歌山線
■快速（一部は大和路線内を大和路快速または区間快速で運転）・■普通
王寺駅 - 畠田駅
近畿日本鉄道（王寺駅）
G 生駒線
信貴山下駅 (G27) - 王寺駅 (G28)
近畿日本鉄道（新王寺駅）
I 田原本線
大輪田駅 (I42) - 新王寺駅 (I43)